# Ризик
Ризик је могућност неконтролисаног губитка нечега вриједног. Вриједности (као што су физичко здравље, друштвени положај, емоционално благостање или финансијско богатство) могу се стећи или изгубити ако се ризикује одређеним дјеловањем или неактивношћу. Када ризик постоји, морају постојати бар два могућа исхода (уколико сигурно знамо да ће се губитак догодити, тада ризик не постоји). Најмање један од могућих исхода мора да буде непожељан. То може бити губитак у смислу да је нешто што особа поседује изгубљено, или то може бити добитак мањи од могућег. На примјер, инвеститор који пропусти повољну прилику губи добитак који је могао остварити (нпр. новац).